# Gary Peters
Gary Peters, född 1 december 1958 i Pontiac i Michigan, är en amerikansk demokratisk politiker. Han representerar delstaten Michigan i USA:s senat sedan 2015. Han var ledamot av USA:s representanthus 2009–2015.
Peters utexaminerades 1980 från Alma College, avlade 1985 MBA-examen vid University of Detroit, 1989 juristexamen vid Wayne State University och 2007 ytterligare en masterexamen vid Michigan State University.
I kongressvalet 2008 besegrade Peters den sittande kongressledamoten Joe Knollenberg. Peters besegrade republikanen Terri Lynn Land i mellanårsvalet i USA 2014. Den 28 januari 2025 meddelade Peters att han inte skulle kandidera för omval år 2026.